# Ba Jin
Ba Jin, även Li Fugan, född 25 november 1904 i Chengdu, Sichuan, död 17 oktober 2005 i Shanghai, var en av det moderna Kinas främsta författare. Författarpseudonymen Ba Jin brukar anses vara bildad från namnen på de ryska anarkisterna Bakunin och Kropotkin, men Ba Jin har själv givit en annan förklaring till att han valde namnet Ba. Hans ursprungliga namn var Li Yaotang.
Ba Jin tyckte att hans liv i den förmögna familjen i Chengdu var som ett fängelse. Han reagerade också över orättvisorna och de anställdas dåliga villkor. Han läste anarkistiska verk som Kropotkins Upprop till ungdomen och brevväxlade med Emma Goldman. 1927 flyttade han till Frankrike och det var där han började skriva. Resultatet blev bland annat hans debutroman Förintelse (Mièwáng), som publicerades i Xiaoshuo yekan (skönlitterär tidskrift) i Shanghai. Den handlar om revolutionära ungdomar, liksom dagboksromanen Nytt liv. Ba Jin försörjde sig genom att översätta. 1934 reste han till Japan, kontaktade japanska författare och försökte lära sig japanska. 1934–1935 utkom tre kortromaner som resultat: Gud, Spöke och Människa. 1937 lämnade han Shanghai igen för att undkomma kriget. Först 1945 återvände han till Shanghai och skrev den så kallade Kärlekstrilogin: Dimma, Regn och Blixt. Huvudpersonerna är förtryckta av samhällssystemet.
1952 for Ba Jin till Korea och återvände dit året efter. Resultatet blev hans reportagebok Att leva med hjältar 1954.
Under kulturrevolutionen anklagades han för att vara anarkist, förbjöds att skriva och kritiserades på offentliga möten. Hans hustru Xiao Shan fick på grund av detta inte den sjukhusvård hon behövde och dog 1972.
Hans mest kända verk är Familjetrilogin (1933): Jia (Familjen), Chun (Vår) och Qiu (Höst).
Två av hans böcker har blivit översatta till svenska: Den kalla natten och Vårens höst.

## Utmärkelser
Asteroiden 8315 Bajin är uppkallad efter honom.